# Endrosa irrorella
Endrosa irrorella är en fjärilsart som beskrevs av Sulzer 1776. Endrosa irrorella ingår i släktet Endrosa och familjen björnspinnare. Inga underarter finns listade i Catalogue of Life.